# Werner Van Der Fraenen
Werner Van Der Fraenen (ur. 4 listopada 1959 w Aalst) – belgijski kolarz przełajowy, srebrny medalista mistrzostw świata.

## Kariera
Największy sukces w karierze Werner Van Der Fraenen osiągnął w 1983 roku, kiedy zdobył srebrny medal w kategorii amatorów podczas przełajowych mistrzostw świata w Birmingham. W zawodach tych wyprzedził go jedynie Radomír Šimůnek z Czechosłowacji, a trzecie miejsce zajął jego rodak Petr Klouček. Był też piąty na mistrzostwach świata w Tolosie w 1981 roku. Dwa lata później zdobył złoty medal mistrzostw Belgii w kategorii amatorów. W 1986 roku zakończył karierę.